# Ceratonema
Ceratonema is een geslacht van vlinders van de familie slakrupsvlinders (Limacodidae).

## Soorten
- C. albidivisum Hampson, 1900
- C. albifusum Hampson, 1892
- C. basiplaga Hering, 1931
- C. bilineatum Hering, 1931
- C. butleri (Kawada, 1930)
- C. caustiplaga Hampson, 1910
- C. concavum hering, 1931
- C. fasciatum Hampson, 1892
- C. ferrugineum Hampson, 1896
- C. fusca Swinhoe, 1905
- C. imitatrix Hering, 1931
- C. nigribasale Hering, 1931
- C. palpiferum Hering, 1931
- C. pallidinota Hampson, 1895
- C. retractum (Walker, 1865)
- C. rufibasale Hamspon, 1896
- C. wilemani West, 1932